# Gaffkopf

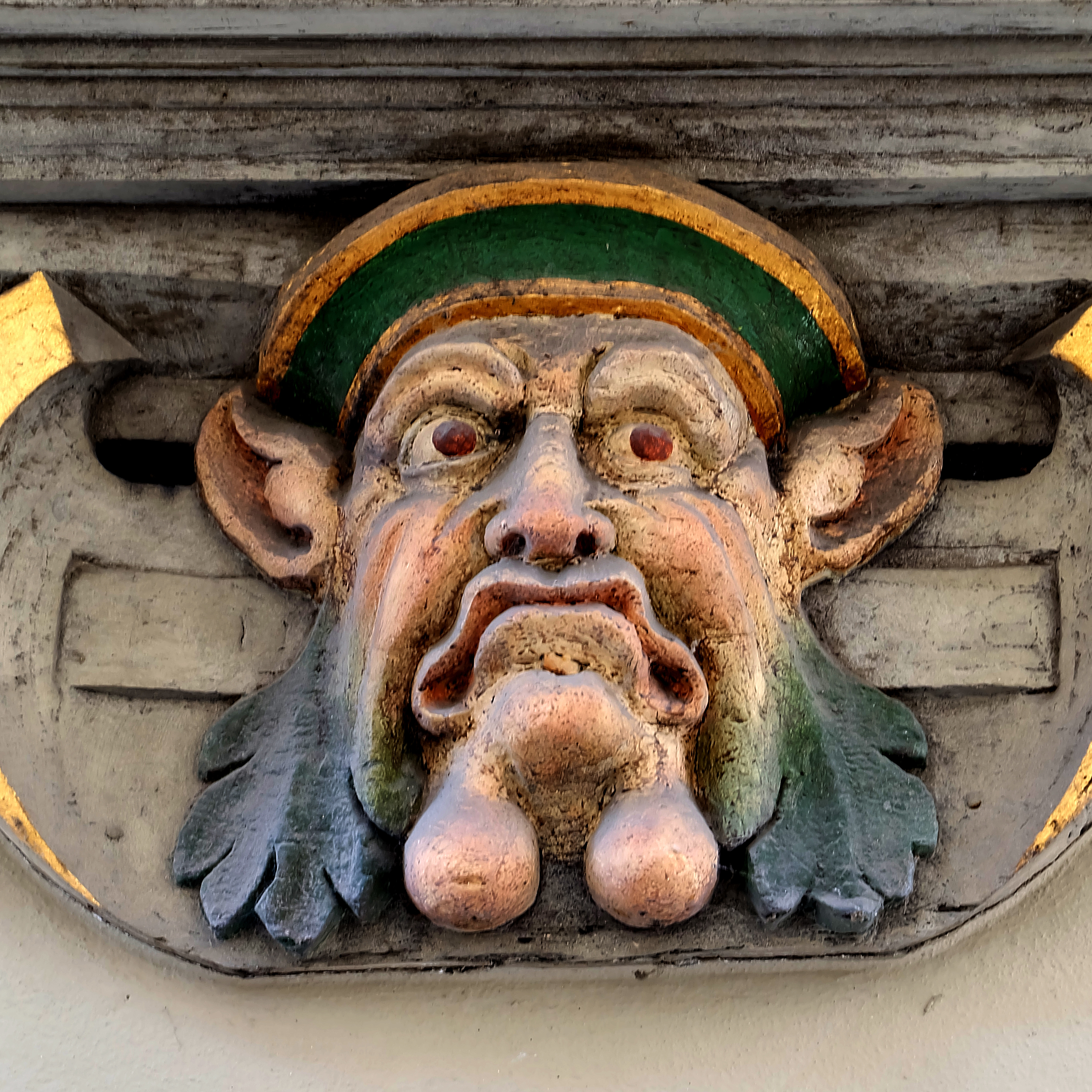
Gaffkopf in Lindau (Bodensee)

Ein Gaffkopf (auch Neidkopf) ist im historischen Bauwesen die figürliche Darstellung eines Kopfs oder einer Fratze, die von Fassaden auf den Betrachter herabblickt. Oft zeigt der Gaffkopf übergroße Augen, geöffnete Münder mit herausgestreckter Zunge und gezeigten Zähnen.

## Begriff und Verwendung
Der Begriff Gaffkopf wird in Architekturwörterbüchern nicht geführt, jedoch seit der zweiten Hälfte des 20. Jahrhunderts verschiedentlich in Architekturbeschreibungen verwendet.
Besonders häufig war die Verwendung von Gaffköpfen oder Neidköpfen bei Fassadengestaltungen der Renaissance. Sie werden als Abwehrzauber, bzw. apotropäisches Symbol gedeutet. Meist sind Gaffköpfe in die Portale von Häusern integriert, oder sie sind unter Erkern angebracht. Ein Beispiel befindet sich in Form des Baumeisters des Rathauses Gotha, Andreas Rudolff, in der östlichen Volute des Nordgiebels des Rathauses Gotha. In den Zwickeln und Dreiecksgiebeln der Portale fallen die zur Zeit der Renaissance in Thüringen und Meißen als architektonischer Schmuck beliebten, lang vorgestreckten Männerköpfe („Gaffköpfe“) auf, die offenbar Bildnisse von Handwerkern und Ratsherren aus der Zeit des Rathausbaues darstellten.

## Galerie

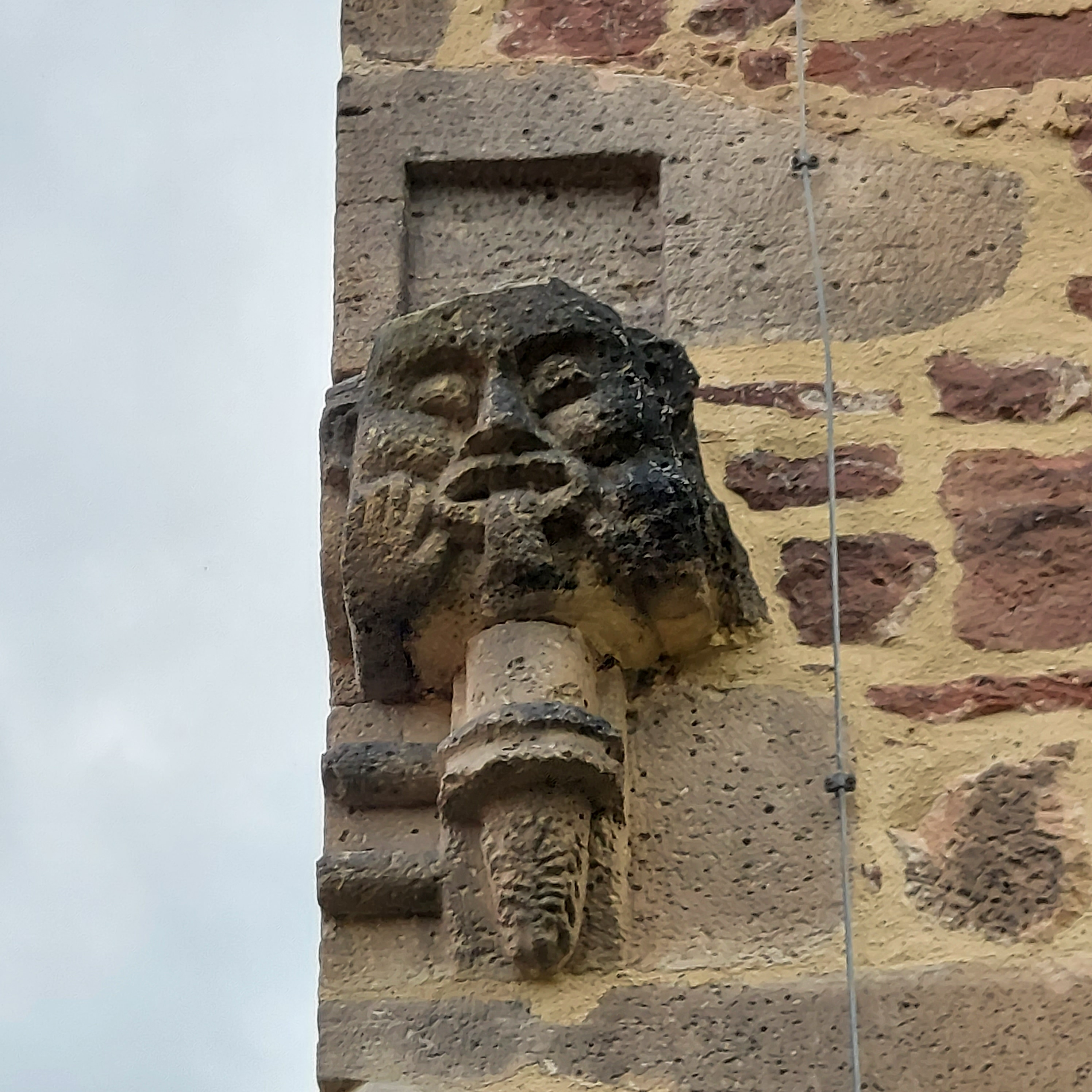
Gaffkopf am Kloster Breitenau, 12. Jahrhundert
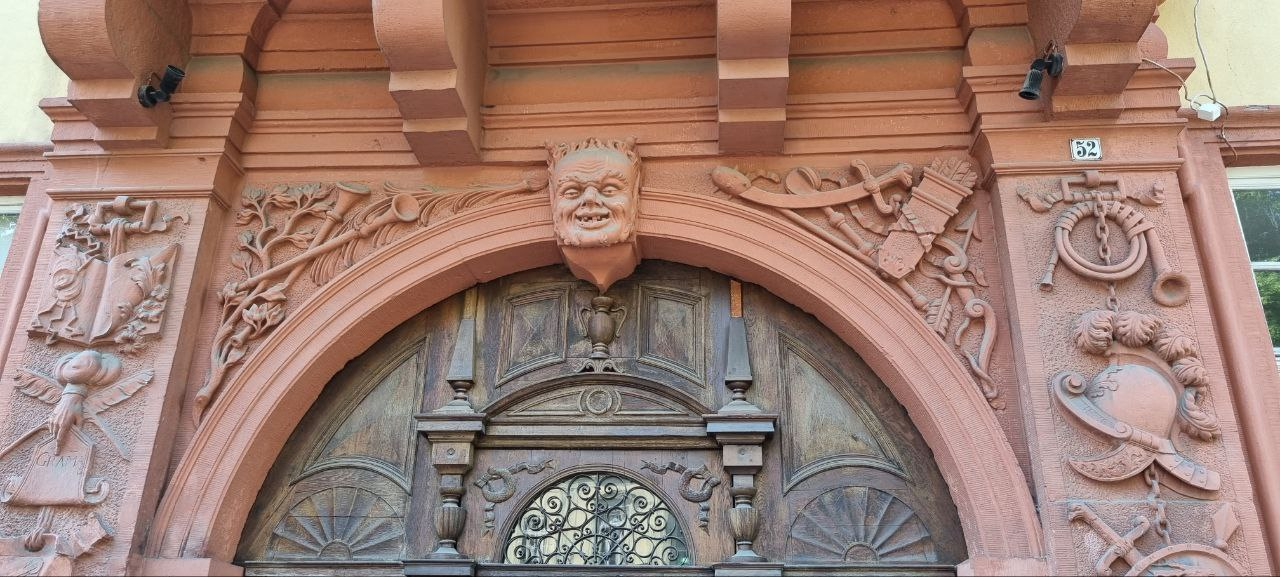
Gaffkopf als Torbogen-Schlussstein im Haus zum Riesen, Heidelberg
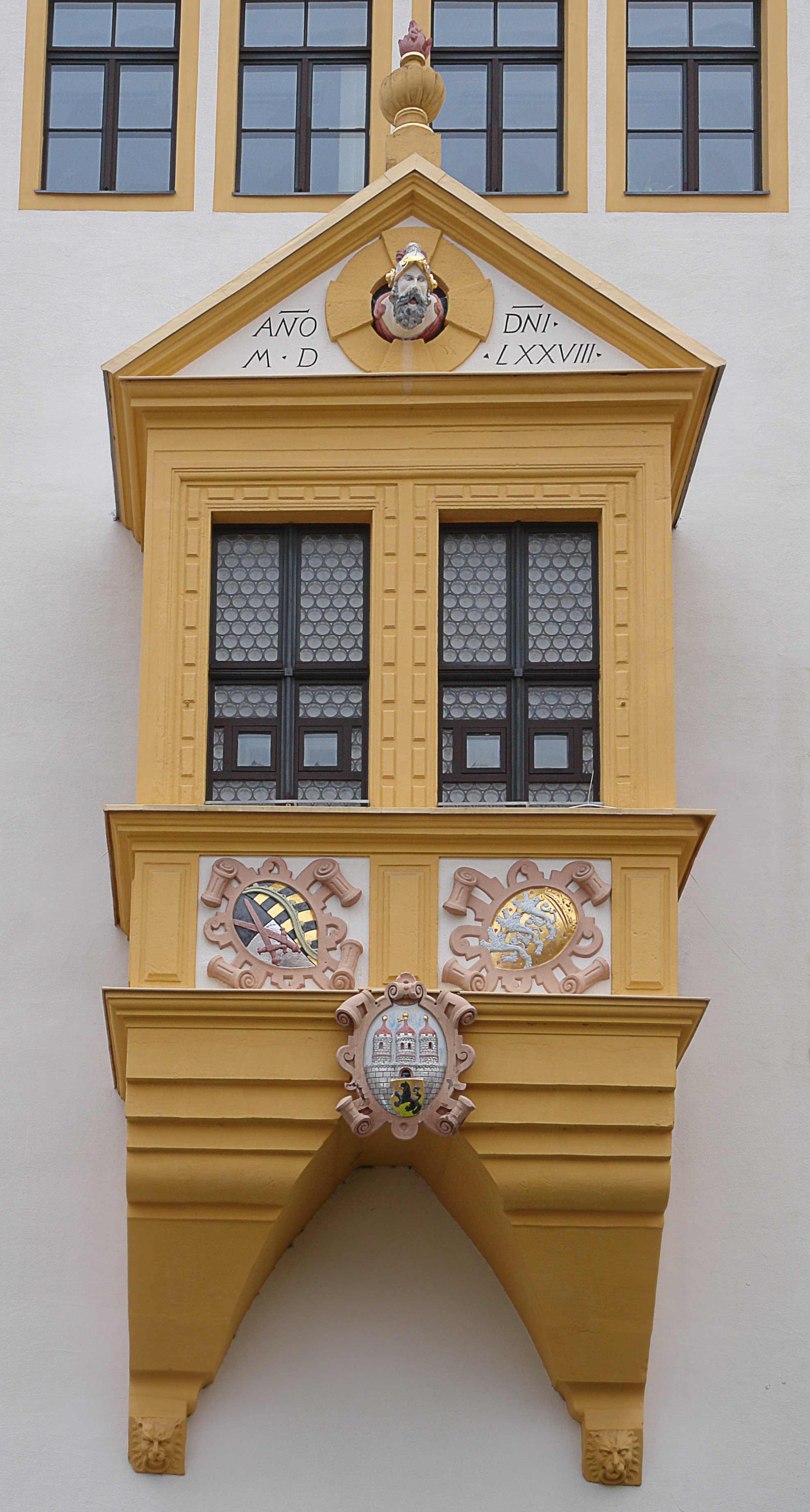
Gaffkopf im Erkergiebel des Rathauses Freiberg
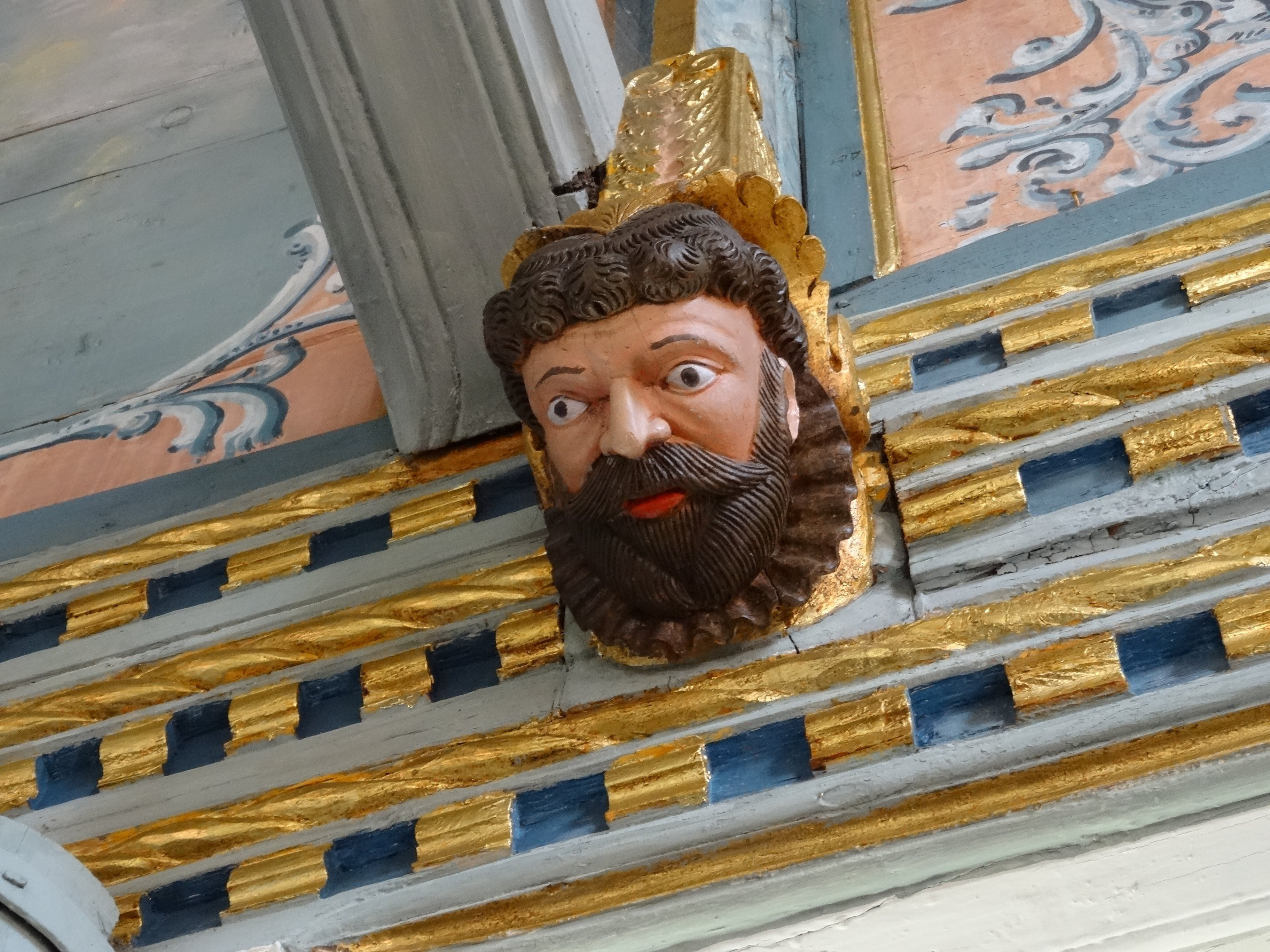
Gaffkopf in der St.-Johannis-Kirche, Herpf
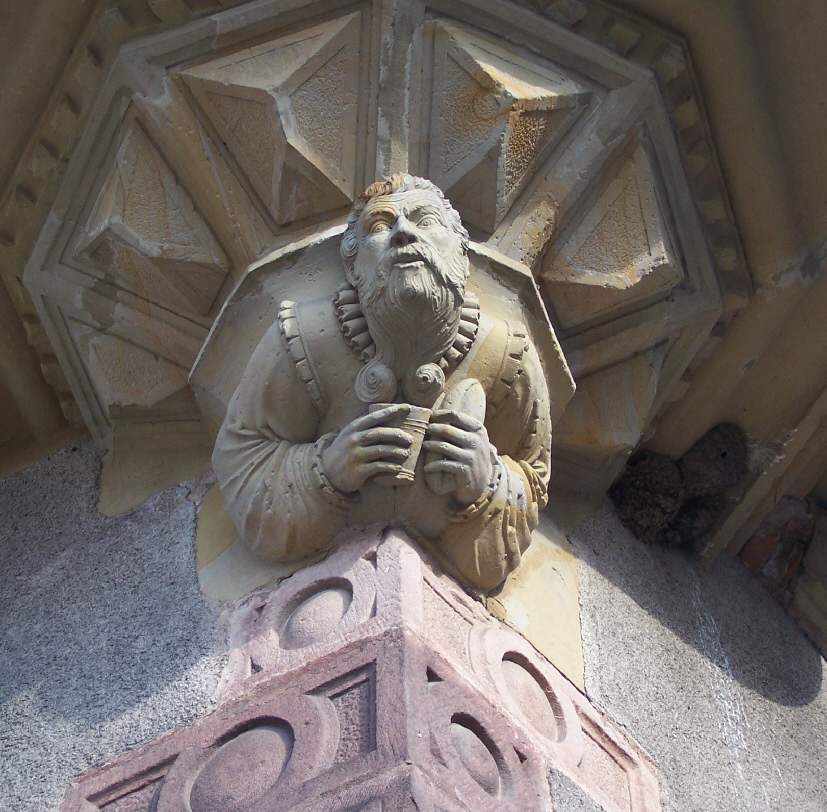
Ein Gaffkopf am Schloss Marksuhl (Thüringen, Renaissance)
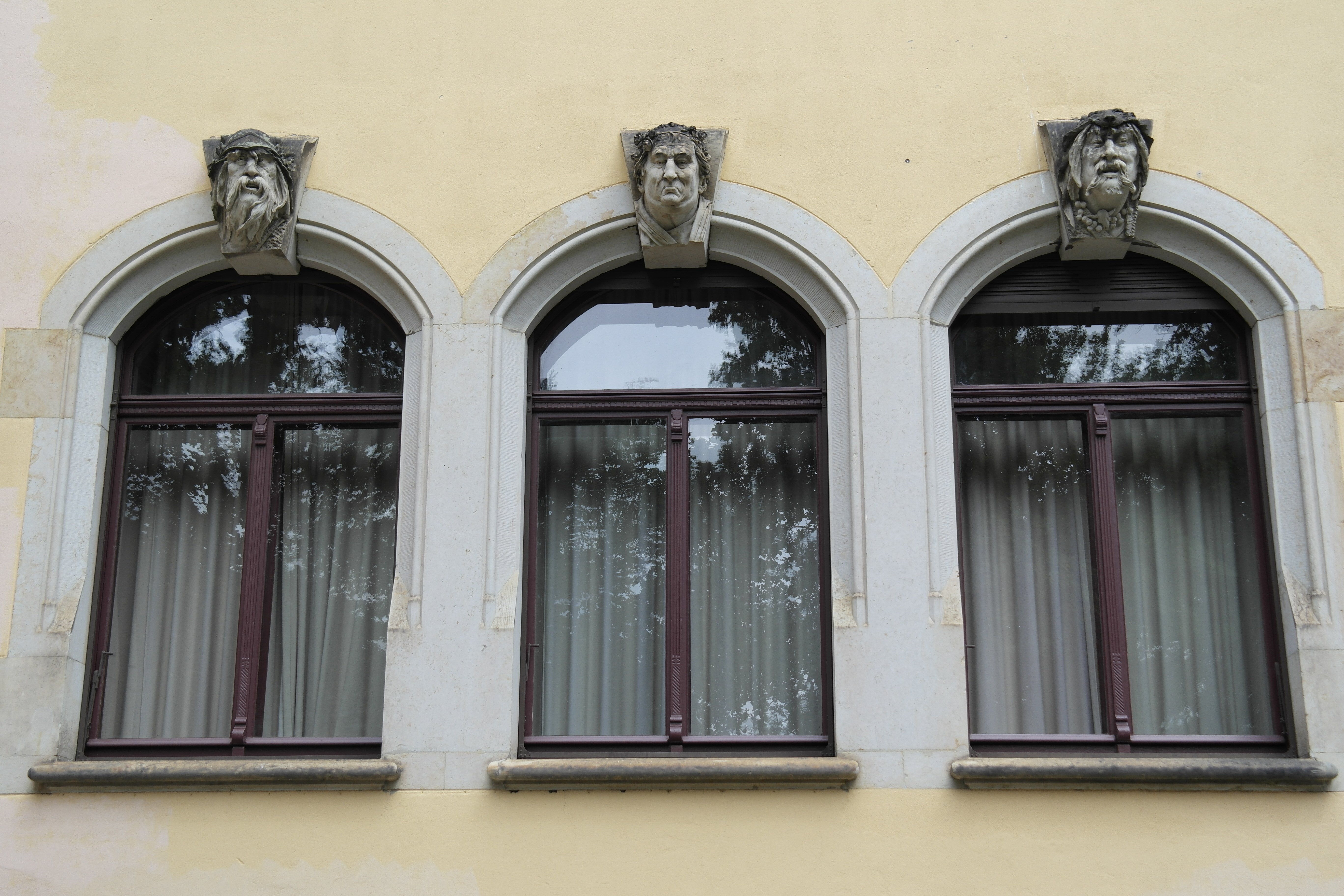
Dreiteiliges Fensterband mit Köpfen auf den Schlusssteinen der Bögen, Villa Rothermundt, Dresden

## Sonstiges
In Görlitz werden touristische Gaffkopf-Touren angeboten.